# Scott Elrod
Pour les articles homonymes, voir Elrod.
Scott Elrod est un acteur américano-allemand né le 10 février 1975 à Bitburg (Allemagne).

## Biographie
Scott Elrod est né dans une famille militaire américaine à Bitburg en Allemagne. Après avoir déménagé près des Philippines avec sa famille, il a été élevé à Parker dans le Colorado. Son père était un pilote de F-16. Scott voulait devenir un pilote comme lui. Il a obtenu sa licence de pilote de ligne après son diplôme et est devenu un contrôleur aérien. À l'école, Scott excellait en mathématiques et en science. Il adorait le baseball. Après avoir obtenu son diplôme, il a couru sur différents types de pistes à moto. Il a occupé de nombreux emplois différents notamment livreur de pizza. Il est ensuite repéré dans le mannequinat. Après avoir développé sa propre société de marketing avec un ami, il a fini par devenir vice-président des ventes pour une entreprise de technologie.

### Vie privée
Le 19 décembre 2015, Scott Elrod annonce que lui et Vanessa Vazart attendent un enfant ensemble. Le couple s'est marié le 25 décembre 2015.  

### Carrière
Après avoir vu le film Top Gun, Scott Elrod a décidé de devenir acteur. Il a déménagé à Los Angeles, en avril 2004, pour poursuivre une carrière d'acteur et a notamment pris des cours (6 jours par semaine). Finalement, ses performances dans des petites scènes dans Les Experts : Manhattan et Des jours et des vies attirent l'attention de l'équipe de casting de Men in Trees : Leçons de séduction, série dans laquelle il joue le rôle de l'ami surnommé "Cash" de Anne Heche, colocataire occasionnel et parfois intérêt amoureux. En 2013, il joue dans les films Home Run et Du sang et des larmes.

## Filmographie

### Cinéma
- 2008 : Un Modèle pas comme les autres : Rex Waverly
- 2010 : Une famille très moderne : Declan
- 2010 : Death and Cremation : Matt Fairchild
- 2010 : Hard Breakers : Bobby
- 2011 : Knifepoint : Adam
- 2011 : Escape : Officier Carter Thomas
- 2012 : Vanished : Brio
- 2012 : Stolen Child : John
- 2012 : Argo : Achilles Crux
- 2013 : Home Run : Cory
- 2014 : Du sang et des larmes : Peter Musselman

### Télévision

#### Téléfilms
- 2008 : Mother Groose Parade
- 2009 : La Traversée des enfers : Kleitos
- 2009 :  Romance millésimée : Andrew

Avec Julie Benz : Johnny
De David S. Cass
- 2009 : Uncorked : Andrew Browning
- 2010 : True Blue : Kevin Ulster

#### Séries Télévisées
- 2005 : Les Experts : Manhattan : un jeune homme
- 2006 : Desire : Daniel
- 2007 - 2008 : Men in Trees : Leçons de séduction : Leonard "Cash" Morrissey
- 2008 : Les Experts : Miami : Jim Farber
- 2010 : Castle : Brad Dekker
- 2012 : NCIS : Los Angeles : Brett Turner
- 2014 : Anger Management : Tim
- 2014-2015 : Les Feux de l'amour : Joe Clark
- 2015 : Murder : Gideon Holt
- 2016 : Chicago Fire : Travis Benner
- 2016 : Grey's Anatomy : Dr Major Will Thorpe[2]